# Jon Barrenetxea
Jon Barrenetxea Golzarri (* 20. April 2000 in Gamiz-Fika) ist ein spanischer Radrennfahrer.

## Sportlicher Werdegang
Nach dem Gewinn des spanischen Meistertitels im Straßenrennen bei den Junioren fuhr Barrenetxea nach dem Wechsel in die U23 zunächst zwei Jahre für das Team Baqué-Ideus-BH, mit dem er fast ausschließlich an Rennen des nationalen Kalenders teilnahm und in der Saison 2020 mehrere Siege erringen konnte. Zur Saison 2021 erhielt er einen Vertrag beim spanischen UCI ProTeam Caja Rural-Seguros RGA. Seine beste Platzierung für das Team erreichte er mit einem dritten Platz beim Eintagesrennen Boucles de l’Aulne 2023. Zudem gewann der die Bergwertung der Baskenland-Rundfahrt 2023. Mit der Vuelta a España nahm er 2023 erstmals an einer Grand Tour teil, bei der er die neunte Etappe auf dem fünften Platz beendete.
Zur Saison 2024 wechselte Barrenetxea in die UCI WorldTour zum Movistar Team. Beim Circuito de Getxo 2024 erzielte er seinen ersten Sieg als Radprofi. Im Jahr 2025 gewann er eine Etappe der Andalusien-Rundfahrt.

## Erfolge
2018
- Spanischer Meister (Junioren) – Straßenrennen

2022
- Nachwuchswertung Griechenland-Rundfahrt
- Bergwertung Andalusien-Rundfahrt

2023
- Bergwertung Baskenland-Rundfahrt

2024
- Circuito de Getxo

2025
- eine Etappe Andalusien-Rundfahrt

## Grand-Tour-Platzierungen
| Grand Tour            | 2023 | 2024 |
| --------------------- | ---- | ---- |
| Giro d’ItaliaGiro     | –    | –    |
| Tour de FranceTour    | –    | –    |
| Vuelta a EspañaVuelta | 74   | –    |